# Александър Живкович
Александър Живкович е сръбски футболист.

## Биография
Става известен с играта си във ФК „Рад“, към който се присъединява през сезон 1996/1997. През 2000 г. отива да играе за „Джубило Ивата“, като участва в 56 мача.

## Национален отбор
Записал е и 2 мача за националния отбор на Сърбия.
| Сърбия | Сърбия | Сърбия |
| Година | Мачове | Голове |
| ------ | ------ | ------ |
| 2001   | 2      | 0      |
| Общо   | 2      | 0      |